# Варнава (Сафонов)
Архиепи́скоп Варна́ва (в миру Васи́лий Алексе́евич Сафо́нов; 21 февраля 1957, хутор Троицкий, Урюпинский район, Волгоградская область) — архиерей Русской православной церкви, архиепископ Павлодарский и Экибастузский.

## Биография
Родился 21 февраля 1957 года в хуторе Троицком Добринского района Балашовской области (ныне Урюпинский район Волгоградской области) в семье служащих.
В 1972—1974 годах учился в СПТУ-1 города Урюпинска. С 1975 по 1977 год проходил службу в рядах Советской Армии. С 1977 по 1978 год работал в городе Находка Приморского края в рыболовном флоте.

### Церковное служение
С 1978 по 1981 год обучался в Московской духовной семинарии. С 1981 по 1985 год обучался в Московской духовной академии. Защитил кандидатскую работу «Феномен религиозного секуляризма».
2 ноября 1979 года был принят послушником в Троице-Сергиеву лавру. 28 февраля 1980 года пострижен в монахи наместником Троице-Сергиевой лавры архимандритом Иеронимом (Зиновьевым) с именем Варнава.
20 июля 1980 года рукоположён в сан иеродиакона архиепископом Владимиром (Сабоданом), а 14 марта 1982 года — в сан иеромонаха.
4 апреля 1987 года возведён в сан игумена.
С 1988 по 1991 год проходил послушание в Оптиной Пустыни и Свято-Даниловом монастыре.
10 января 1990 года назначен экономом Свято-Данилова монастыря с возведением в сан архимандрита.
С 1 апреля 1991 года — наместник Рождество-Богородичного Санаксарского монастыря в Саранской епархии.
В январе 2009 года участвовал в работе Поместного собора Русской православной церкви как делегат от монашествующих Саранской епархии.

### Архиерейское служение
6 октября 2010 года решением Священного Синода избран епископом Павлодарским и Усть-Каменогорским.
12 ноября 2010 года в Патриаршей резиденции в Чистом переулке наречен во епископа Святейшим Патриархом Кириллом.
14 ноября 2010 года в храме Христа Спасителя хиротонисан во епископа. Чин хиротонии совершили патриарх Московский и всея Руси Кирилл, митрополиты Крутицкий и Коломенский Ювеналий (Поярков), Саранский и Мордовский Варсонофий (Судаков), Астанайский и Казахстанский Александр (Могилёв); архиепископы Симбирский и Мелекесский Прокл (Хазов), Сергиево-Посадский Феогност (Гузиков); епископы Афанасий (Евтич) (Сербская Православная Церковь), Тираспольский и Дубоссарский Савва (Волков), Южно-Сахалинский и Курильский Даниил (Доровских), Солнечногорский Сергий (Чашин), Нарвский Лазарь (Гуркин), Рузаевский Климент (Родайкин).
5 октября 2011 года в связи с образованием Усть-Каменогорской епархии титул изменён на Павлодарский и Экибастузский.
6 мая 2022 года за Литургией в Храме Христа Спасителя в Москве возведён в сан архиепископа.

## Публикации
- Памяти схиигумена Иеронима (Верендякина) // Журнал Московской Патриархии. 2002. — № 5. — C. 91-93.
- Феномен религиозного секуляризма в посттоталитарных странах / Основное Богословие и Апологетики. — [Б. м. : б. и.], 2003.

## Награды
Церковные:
- Орден святого преподобного Серафима Саровского II степени (2012 год)[8][9]
- Орден святого равноапостольного великого князя Владимира III степени (1997 год)
- Орден преподобного Сергия Радонежского III степени (2001 год)
- Орден святого преподобного Серафима Саровского III степени (2005 год)
- Орден «Алгыс» (2012, Казахстанский митрополичий округ)[10]

Светские:
- орден Дружбы (2000 год) — за большой вклад в укрепление гражданского мира и возрождение духовно-нравственных традиций[11]
- Почётная грамота главы Республики Мордовия (2007 год)